# Exantema
Um exantema ou  rash cutâneo é o aparecimento de erupções cutâneas vermelhas em um região específica ou por todo o corpo causadas por infecções ou efeito colateral de medicamentos como as penicilinas. As causas mais comuns em crianças são virais e bacterianos: sarampo, escarlatina, rubéola, estafilococo, eritema infeccioso (parvovírus), roséola, varicela (catapora) e enterovírus.
Por definição, exantema é o aparecimento de eritemas (manchas vermelhas), pápulas (elevação da lesão) e às vezes pústulas (supuração com pus) na pele. Esse tipo de lesão pode ser única ou múltipla e pode ocorrer apenas numa região específica do corpo (rash localizado) ou espalhar-se por todo o corpo (rash disseminado ou generalizado). 

## Causas
Geralmente ocorrem em doenças agudas provocadas por:
- Vírus como o sarampo, rubéola, catapora, roséola, mononucleose, dengue, hepatites e contato recente com HIV;
- Bactérias como a escarlatina, estafilococoses, estreptococoses, fase secundária da sífilis, febre tifoide, pneumonia por micoplasma, leptospirose e rickettsioses;
- Fungos como (coccidioidomicose)[3] http://dx.doi.org/10.1590/S0365-05962010000100006.</ref>;
- Helmintos (vermes) como esquistossomose;
- Efeito colateral de diversos medicamentos;[4]
- Metais pesados (arsênico, bismuto, antimônio, sais de ouro ou mercúrio);[5]
- Doenças autoimunes como urticária.